# Галенко Михайло Давидович
Михайло Давидович Галенко (10 листопада 1918, Халявин — 2003, Київ) — український науковець у галузі механізації сільського господарства, інженер-механік. Кандидат технічних наук (1984). Лауреат Державної премії УРСР в галузі науки і техніки (1971), заслужений інженер сільського господарства УРСР (1980). Дослідник технологічних операцій комплексу збиральних робіт, обґрунтував високоекономічні технології та високий технічний рівень комплексів машин для збирання біологічного врожаю зернових, зернобобових, круп'яних культур.
Учасник німецько-радянської війни, молодший сержант військової служби. Брав участь у деокупації, зокрема, Житомирщини та Львівщини у складі 71-ї механізованої бригади. Після завершення війни, протягом 45 років — науковий співробітник Українського науково-дослідного інституту механізації сільського господарства (1948—1993), з яких 16 років — завідувач відділу механізації виробництва зерна. Автор близько 260 наукових робіт, 20 авторських свідоцтв на винаходи.

## Життєпис
Народився 10 листопада 1918 року в селі Халявин на теперішній Чернігівщині в селянській родині. У 1938 році закінчив Чернігівський технікум механізації сільського господарства.
Одразу після закінчення технікуму вступив до Мелітопольського інституту механізації сільського господарства, але з початком німецько-радянської війни навчання довелось відкласти. У складі 71-ї механізованої бригади брав участь у деокупації, зокрема, Житомирщини та Львівщини. Демобілізований у званні молодшого сержанта, нагороджений близько 10 орденами та медалями.
У 1948 році закінчив Мелітопольський інститут механізації сільського господарства з відзнакою, здобувши спеціалізацію «Інженер-механік сільського господарства». У 1951 році — аспірантуру Українського науково-дослідного інституту механізації сільського господарства, в якому залишився працювати молодшим науковим співробітником.
З 1965 року — головний технолог інституту. З 1968 року — завідувач лабораторії механізації вирощування та збирання зернових і зернобобових культур, яка згодом була реорганізована у відділ механізації виробництва зерна.
У 1984 році здобув науковий ступінь кандидата технічних наук, захистивши дисертацію в формі наукової доповіді на тему «Разработка интенсивных процессов и обоснование комплекса машин для поточной уборки всего биологического уровня зерновых и зернобобовых культур». Через рік залишив посаду завідувача відділу механізації виробництва зерна, працював старшим науковим співробітником.
У 1993 році вийшов на заслужений відпочинок. Помер у 85-річному віці у 2003 році.

## Наукова діяльність
Автор близько 260 наукових робіт, 20 авторських свідоцтв на винаходи. Основний науковий доробок Михайла Галенка присвячений технологічним операціям комплексу збиральних робіт, обґрунтуванню високоекономічних технологій та високого технічного рівня комплексів машин для збирання біологічного врожаю зернових, зернобобових, круп'яних культур.
Спільно з колегами науково обґрунтував роботу жниварок на високих швидкостях без мотовила, правильність поєднання роздільного та прямого комбайнування. Розробив технологію та конструкцію пристроїв до комбайнів для збирання гороху та полеглих хлібів методом прямого комбайнування, начіпні подрібнювачі, причепи для збору та перевезення подрібненої соломи й полови, скиртувальний агрегат.
У 1971 році, разом із колегами, нагороджений Державною премією УРСР в галузі науки і техніки «за розробку технології та комплексу машин для потокового збирання зернових і зернобобових культур з одночасним подрібненням та скиртуванням соломи».

## Науковий доробок (частковий)
- Борьба с потерями на уборке / И. Т. Никитенко, М. Д. Галенко. - Москва : Сельхозгиз, 1956. - 61 с. : ил.
- Механизация выращивания и уборки зернобобовых : Пер. с доп. укр. изд. / М. Д. Галенко, Н. А. Манойло, Г. И. Тимошенко ; Всесоюз. объединение Совета Министров СССР "Союзсельхозтехника". - Киев : Госсельхозиздат УССР, 1962. - 96 с. : ил.
- Методические рекомендации по рациональному использованию и подготовке к работе универсальных измельчителей соломы 65-136 / [Разраб. М. Д. Галенко, Ю. М. Шидловский, Ю. А. Раздорский] ; М-во совхозов УССР, Гл. упр. механизации и электрификации. - Киев : [б. и.], 1976. - 25 с. : ил.
- Разработка интенсивных процессов и обоснование комплекса машин для поточной уборки всего биологического уровня зерновых и зернобобовых культур : диссертация кандидата технических наук в форме научного доклада : 05.20.01. - пос. Глеваха, 1984. - 19 с. : ил.
- Памятка комбайнеру по предотвращению потерь зерна при уборке / М. Д. Галенко, В. В. Олейник. - Киев : Урожай, 1985. - [1], 24 с.
- Методические рекомендации по сокращению потерь зерна колосовых, крупяных и зернобобовых культур / Юж. отд-ние ВАСХНИЛ и др.; [Разраб. Галенко М. Д. и др.]. - Киев : Б. и., 1988. - 56,[2] с.

### Авторські свідоцтва на винаходи (у співавторстві)
- 1961 — «Молотильный аппарат к зерновому комбайну»
- 1962 — «Навесной измельчитель соломы»
- 1965 — «Трехсекционная жатка»
- 1971 — «Устройство к зерноуборочному комбайну для сбора незерновой части урожая»
- 1972 — «Измельчитель соломы к зерноуборочным комбайнам»
- 1974 — «Сепаратор сыпучих смесей»
- 1975 — «Способ сепарации вороха зерновых культур»
- 1977 — «Устройство для уплотнения соломистых материалов в емкостях»
- 1977 — «Дека молотильного устройства»
- 1982 — «Скирдообразователь»
- 1983 — «Молотильно-сепарирующее устройство»
- 1983 — «Отбойный битер»
- 1984 — «Сепаратор зернового вороха»
- 1985 — «Роликовый сепаратор»
- 1986 — «Прицеп-стогообразователь»
- 1988 — «Стеблеподъемник уборочной машины»

## Нагороди

### Військові
- орден Вітчизняної війни II ступеня
- орден Червоної Зірки
- медаль «За відвагу»
- медаль «За бойові заслуги»
- медаль «За перемогу над Німеччиною у Великій Вітчизняній війні 1941—1945 рр.»
- медаль «20 років перемоги у Великій Вітчизняній війні 1941—1945 рр.»
- медаль «30 років перемоги у Великій Вітчизняній війні 1941—1945 рр.»
- медаль «40 років перемоги у Великій Вітчизняній війні 1941—1945 рр.»

### Трудові
- 1971 — Державна премія УРСР в галузі науки і техніки — «за розробку технології та комплексу машин для потокового збирання зернових і зернобобових культур з одночасним подрібненням та скиртуванням соломи»
- 1980 — заслужений інженер сільського господарства УРСР
- орден Трудового Червоного Прапора
- орден «Знак пошани»
- нагрудний знак «Винахідник СРСР»
- медаль «Ветеран праці»
- срібна медаль ВДНГ
- 4 бронзові медалі ВДНГ[1][2]